# Wikipedista residente

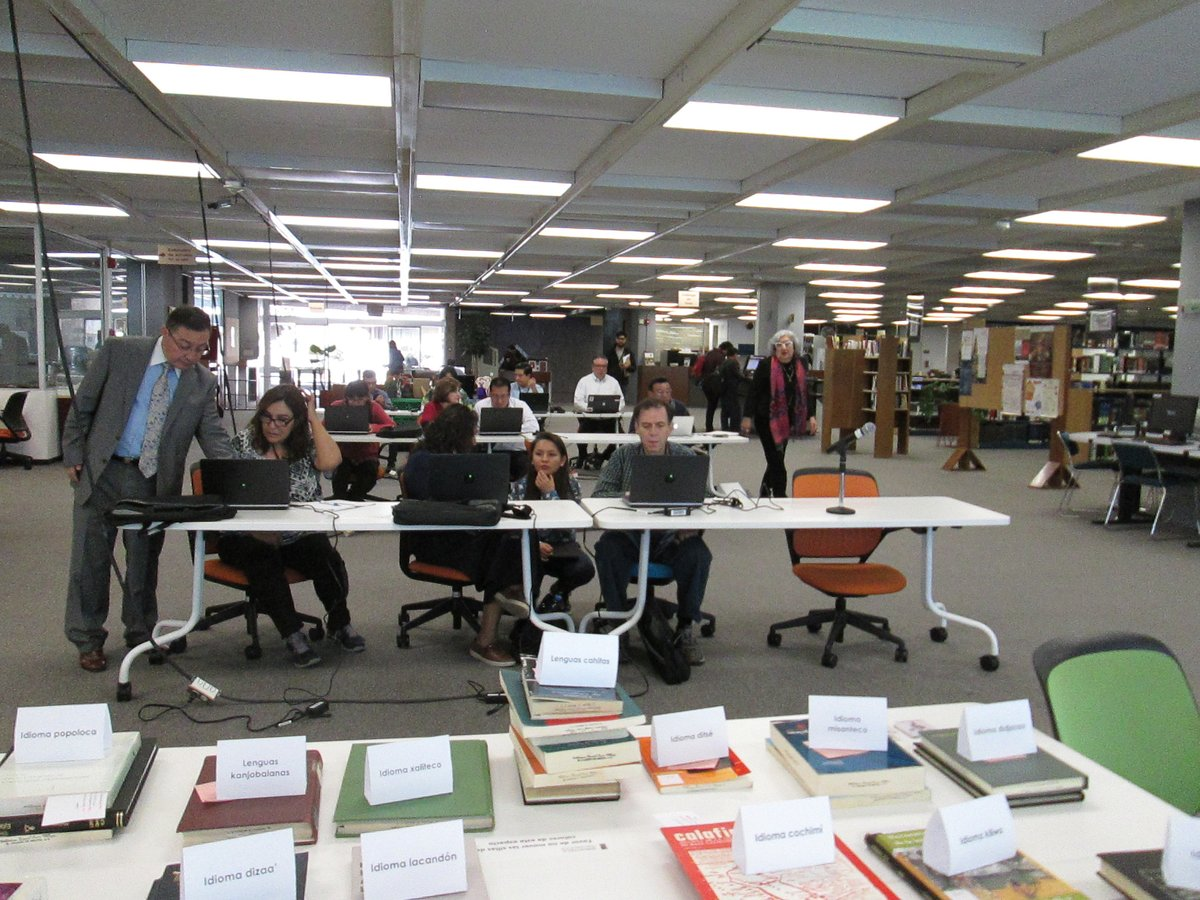
Editatón organizado durante la estancia de WeR en la Biblioteca Daniel Cosío Villegas

Un wikipedista residente (también conocido como wikipedista en residencia o WeR) es un editor de Wikipedia que acepta el encargo de una institución, generalmente un museo, una biblioteca o un archivo (es decir, el tipo de instituciones que engloba, en inglés, el acrónimo GLAM), para facilitar la edición de artículos de Wikipedia relativos a aquella institución, la disposición de materiales en poder de la institución como materiales bajo licencia libre y el desarrollo de relaciones entre la institución y la comunidad wikipedista.
Algunas instituciones GLAM que tienen o han tenido un wikipedista residente son: el Museo Británico y la Biblioteca Británica, en el Reino Unido; el Palacio de Versalles, en Francia; el Museo Picasso de Barcelona, en España; la Smithsonian Institution, en los Estados Unidos, y el Museo Soumaya y la Biblioteca Daniel Cosío Villegas en México. También es cada vez más frecuente encontrar wikipedistas residentes en universidades.
Entre las tareas propias de los wikipedistas residentes se incluyen ayudar al personal propio de la institución, así como a los usuarios, además de hacer contribuciones a los artículos de Wikipedia que sean del área temática de la institución. También pueden llegar a hacer sesiones o cursos de formación sobre este tema.